# Минца-Небальд, Ильдико
Ильдико Минца (венг. Mincza Ildikó), после замужества взявшая фамилию Небальд (венг. Nébald, р. 6 декабря 1969) — венгерская фехтовальщица, чемпионка мира и Европы, призёр Олимпийских игр. Супруга олимпийского чемпиона Дьёрдя Небальда.

## Биография
Родилась в 1969 году в Будапеште. В 1991 году стала чемпионкой Европы в командном первенстве на рапирах. В 1992 году приняла участие в Олимпийских играх в Барселоне, но там венгерские рапиристки стали лишь 7-ми, а в личном первенстве она была 26-й. В 1994 году стала бронзовой призёркой чемпионата мира.
Впоследствии перешла на фехтование на шпагах. В 1997 году выиграла чемпионат Европы. На чемпионате мира 1999 года завоевала золотую и бронзовую медали. В 2000 году приняла участие в Олимпийских играх в Сиднее, но там венгерские шпажистки стали лишь 4-ми, а в личном первенстве она была 9-й. В 2001 и 2002 годах становилась чемпионкой Европы. В 2003 году стала обладательницей бронзовых медалей чемпионатов мира и Европы. В 2004 году приняла участие в Олимпийских играх в Афинах, но там венгерские шпажистки стали лишь 5-ми, а в личном первенстве она была 4-й. В 2007 году завоевала серебряную медаль чемпионата Европы. В 2008 году стала бронзовой призёркой Олимпийских игр в Пекине и кавалером Ордена Заслуг.